# Andrea del Minga

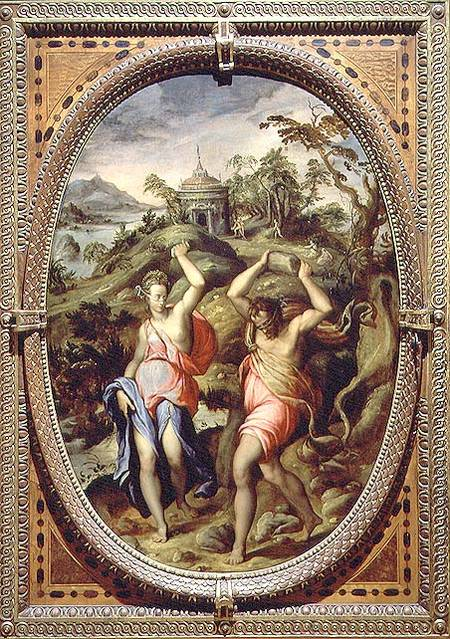
Deucalión y Pirra.

Andrea di Mariotto d'Andrea Cini, conocido como Andrea del Minga (Florencia, c. 1540 -  id., 8 de junio de 1596), fue un pintor manierista italiano.

## Biografía
Se formó en el taller de Ridolfo del Ghirlandaio, donde Michele Tosini, que estaba a cargo del negocio a causa de la ancianidad de Ridolfo, le tomó como aprendiz.
Son muy pocas las obras de su mano que han sobrevivido, revelando éstas un talento no más allá de mediano. Sin embargo, su vida sí está bien documentada. En 1565 participó en las tareas decorativas realizadas con motivo de las bodas de Francisco I de Medicis. En 1566-1567 ingresó en Arte dei medici e speziali, la cofradía que incluía a los pintores florentinos. Pasó más tarde a colaborar con Baccio Bandinelli, pasando a lienzo diversos diseños del escultor. Colaboró con Giorgio Vasari en la decoración del Studiolo de Francisco I en el Palazzo Vecchio de Florencia, para el que pintó Deucalión y Pirra. Para Girolamo dei Pazzi pintó la que es tal vez su obra más notable, la Oración en el Huerto (1578) para la iglesia de la Santa Croce.
Según Freedberg, el estilo de Andrea se hizo más pesado y oscuro, con una gran propensión al detalle en sus últimas obras, ya lejos de la influencia directa de Vasari.

## Obras destacadas
- Escena mitológica con desnudos masculinos (1550-60, Palazzo Pitti, Florencia)
- Noé inventor del vino (1550-60, Palazzo Pitti, Florencia)
- Creación de Eva (c. 1560, Palazzo Pitti, Florencia)
- Expulsión del Paraíso (c. 1560, Palazzo Pitti, Florencia)
- Deucalión y Pirra (1572, Studiolo de Francisco I, Palazzo Vecchio, Florencia)
- Oración en el Huerto (1574-78, Santa Croce, Florencia)
- Asunción de la Virgen y santos (Capilla Canigiani, Santa Felicita, Florencia)